# Dimaro
Dimaro (deutsch veraltet Diemmer oder Dietmarsdorf, im örtlichen Dialekt: Dimàr) ist eine Fraktion der italienischen Gemeinde (comune) Dimaro Folgarida in der Provinz Trient, Region Trentino-Südtirol.

## Geografie
Dimaro liegt etwa 36 Kilometer nordnordwestlich von Trient auf der orographischen rechten Talseite im Val di Sole auf einer Höhe von 766 m.s.l.m. am nördlichen Rand des Naturparks Adamello-Brenta. Am östlichen Ortsrand von Dimaro fließt der Meledriobach aus dem gleichnamigen Val di Meledrio kommend vorbei, der nicht weit von Dimaro in den Noce mündet.

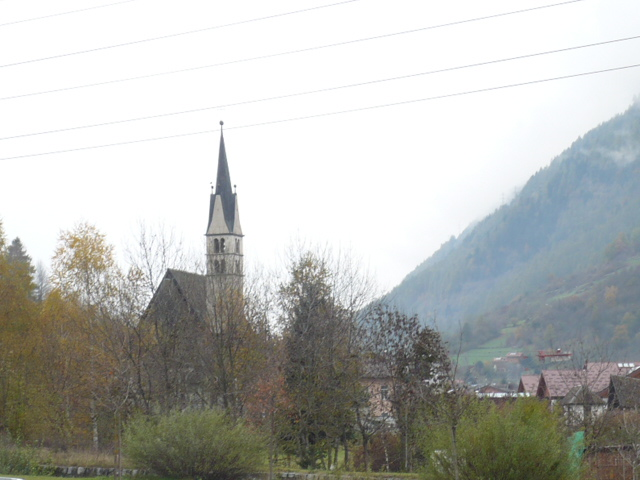
Sankt-Laurentius-Kirche

## Geschichte
Dimaro war bis 2015 eine eigenständige Gemeinde. Am 1. Januar 2016 schloss sich Dimaro mit der Gemeinde Monclassico zur neuen Gemeinde Dimaro Folgarida zusammen. Dimaro hatte am 31. Dezember 2015 1298 Einwohner auf einer Fläche von 28 km². Die Nachbargemeinden waren Malé, Cles, Commezzadura, Monclassico, Tuenno, Pinzolo und Ragoli. Zur Gemeinde Dimaro gehörten die Fraktionen Carciato und der Wintersportort Folgarida.

## Verkehr
In Dimaro beginnt  die Strada Statale 239 di Campiglio, die über den Passo Campo Carlo Magno nach Madonna di Campiglio in das Val Rendena bis nach Tione di Trento führt. Am Ort führt auch die Strada Statale 42 del Tonale e della Mendola von Treviglio nach Bozen vorbei. Dimaro verfügt seit 2003 über einen Bahnhof an der Schmalspurbahn Trient-Malè-Mezzana.

## Gemeindeverwaltung
Der letzte Bürgermeister der Gemeinde Dimaro war von 2005 bis 2015 Romedio Menghini von der „Lista Civica“ (Bürgerliste).

## Gemeindepartnerschaft
- Unterdießen in Oberbayern

## Sonstiges
Der niederösterreichische Geistliche und Kunsthistoriker Johannes Fahrngruber ist hier begraben. Er verstarb bei einer Reise an einem Schlaganfall.